# Gomborigebergte
Het Gomborigebergte (Georgisch: გომბორის ქედი, Gomboris kedi), ook wel bekend als Tsiv-Gombori (ცივ-გომბორი), is een ongeveer 100 kilometer lang en maximaal 25 kilometer breed oost-west-georiënteerd middelgebergte in het oosten van Georgië. Het gebergte ligt voor het grootste deel in de regio Kacheti en voor een klein gedeelte in Mtscheta-Mtianeti.

## Geografie

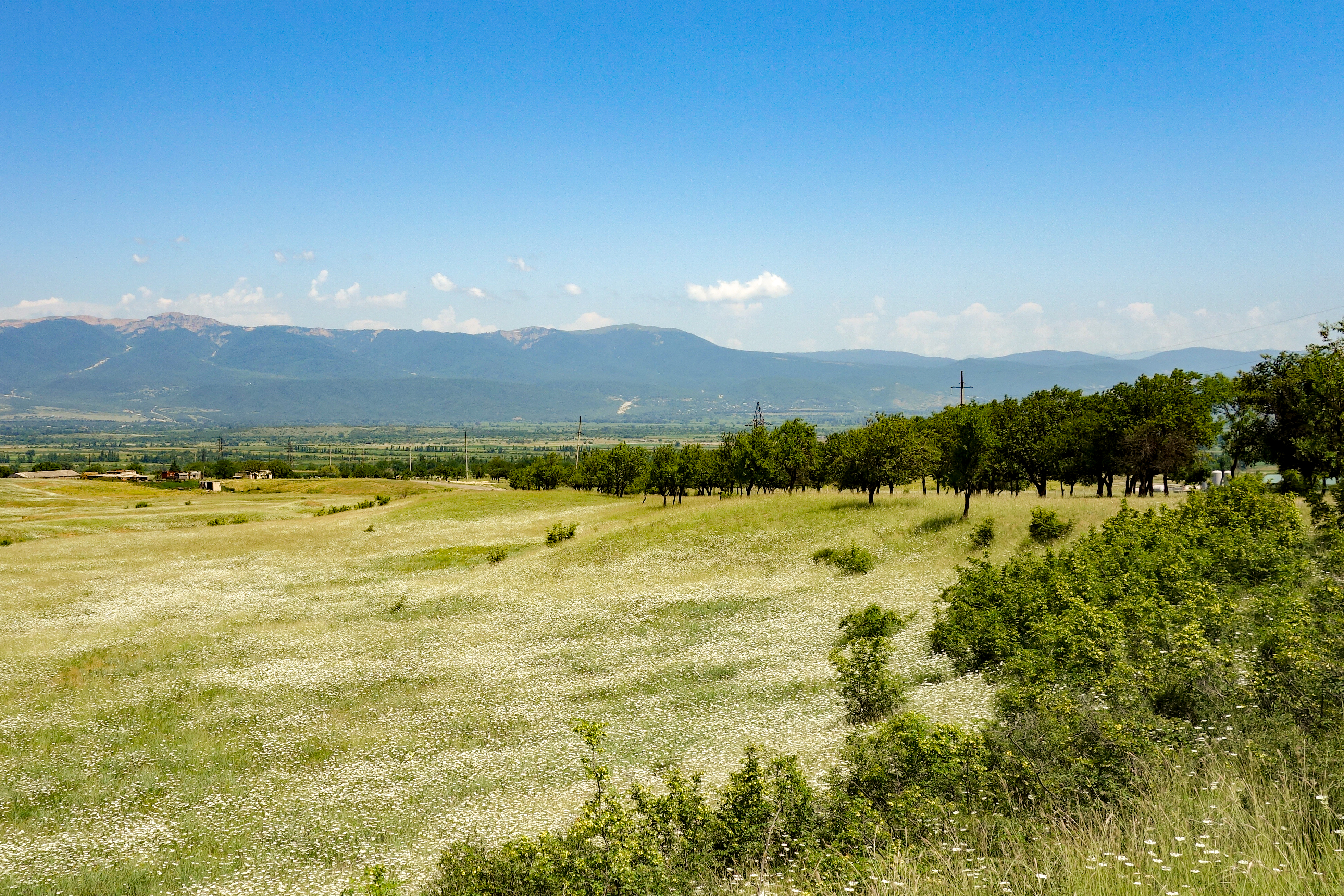
Het Gomborigebergte vanaf de Iori-vallei ten zuiden van Sagaredzjo. Zicht op de Tsivi (links) en de Manavi-Tsivi (midden).

Het Gomborigebergte is volgens de orografie een voortzetting van het Kachetigebergte, een subgebergte van de Grote Kaukasus, maar het gebergte wordt vanwege de locatie en de geologische opbouw gerekend tot de zogeheten 'interbergvlakte', de vlakte tussen de Grote- en Kleine Kaukasus in het oosten van Georgië.
Het gebergte begint in het noorden bij de 1200 meter hoge Sjachvetilapas, die halverwege tussen Tianeti en Achmeta gesitueerd is. Het gebergte ligt in een zuidoostelijke richting min of meer parallel aan de Grote Kaukasus en eindigt bij de stad Dedoplistskaro. De hoogste berg is de Tsivi van 1991 meter boven zeeniveau en ongeveer tien kilometer ten noorden van Sagaredzjo ligt. Het noordwestelijke deel van het gebergte heeft een gemiddeld bergachtig reliëf, terwijl het zuidoostelijke deel eerder laag bergachtig en heuvelachtig is.
Het Gomborigebergte is de waterscheiding tussen de rivieren Iori en Alazani. De Alazani scheidt het Gomborigebergte van de Grote Kaukasus met een diepe en laagliggende vallei die vlak is. De noordoostelijke hellingen van het gebergte worden doorsneden door een reeks van zijrivieren van de Alazani, terwijl de rivieren uit de zuidwestelijke hellingen in de Iori uitkomen. Deze rivieren liggen loodrecht op het gebergte en stromen door kloven of V-dalen met een diepte van 500 tot 1000 meter.
De dicht beboste hellingen en diepe dalen maakten het gebergte betrekkelijk lastig te bewonen. De meeste nederzettingen vormden zich in het zuidelijke lagere deel, ten zuiden van de laagste passage door het gebergte, de Kacheti Highway. De grootste concentratie bevindt zich in de omgeving van Signagi, het dorp Noekriani en het pelgrimsoord Bodbe.

## Natuur en klimaat
Het landschap van het gebergte wordt gekenmerkt door grote loofbossen en op sommige plekken dennenbossen. In de hoogste delen bevinden zich subalpiene weiden en rond de berg Tsivi zogeheten badlands. In het gebergte komen met regelmaat Aardverschuivingen voor. Op de zuidwestelijke flank, op enkele kilometers van Sagaredzjo ligt het strikt natuurreservaat Mariamdzjvari, voor het beschermen van de Kaukasische den.
Er heerst in het Gomborigebergte een matig vochtig klimaat met een jaarlijkse neerslag van 600 tot 700 millimeter. Rond de bergkam is dit ongeveer 1000 millimeter. Mist komt vaak voor en er zijn bergachtige winden. De gemiddelde temperatuur is 11 tot 12 graden celsius tussen de 600 en 800 meter en daalt tot negen graden op 1160 meter.

## Bezienswaardigheden

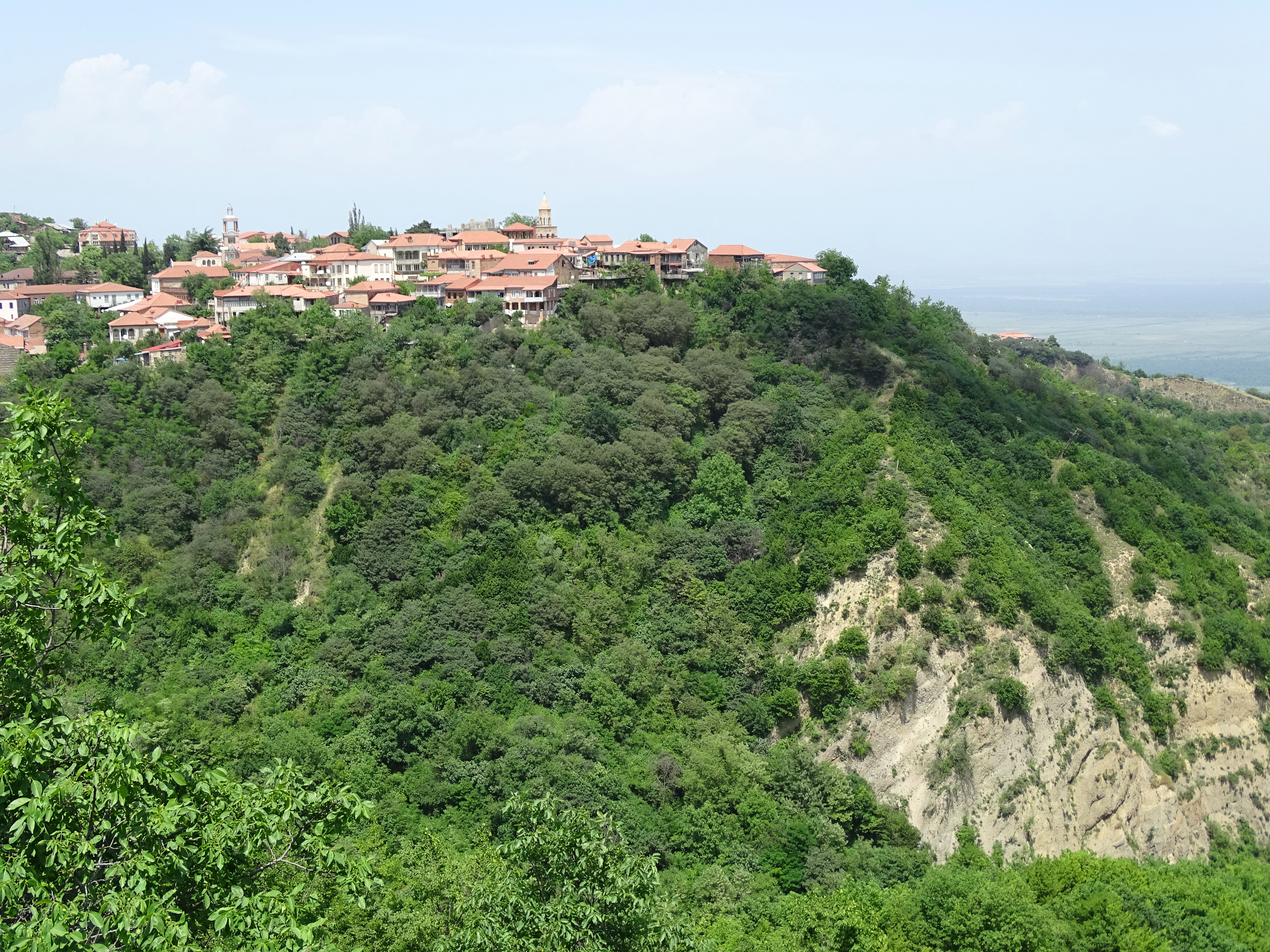
Signagi bovenop de Gombori met zicht over de Alazani-vallei.

In het gebergte liggen verschillende belangrijke plaatsen van cultureel erfgoed waaronder de stad Signagi en het nabijgelegen Bodbeklooster.

## Infrastructuur
Het Gomborigebergte wordt historisch door een aantal routes doorkruist, die de belangrijke regio Kacheti en de voor de wijnbouw belangrijke Alazani-vallei ontsluiten met de rest van het land. De Kacheti Highway verbindt Tbilisi met de Alazani-vallei en Azerbeidzjan. Regiohoofdstad Telavi is via de nationale Sh38 over de 1620 meter hoge Gomboripass met Tbilisi verbonden en de Sh43 verbindt Tianeti en Achmeta over de 1200 meter hoge Sjachvetilapas. In het begin van de 20e eeuw werd een spoorlijn door het gebergte aangelegd.